# Akiva Weingarten

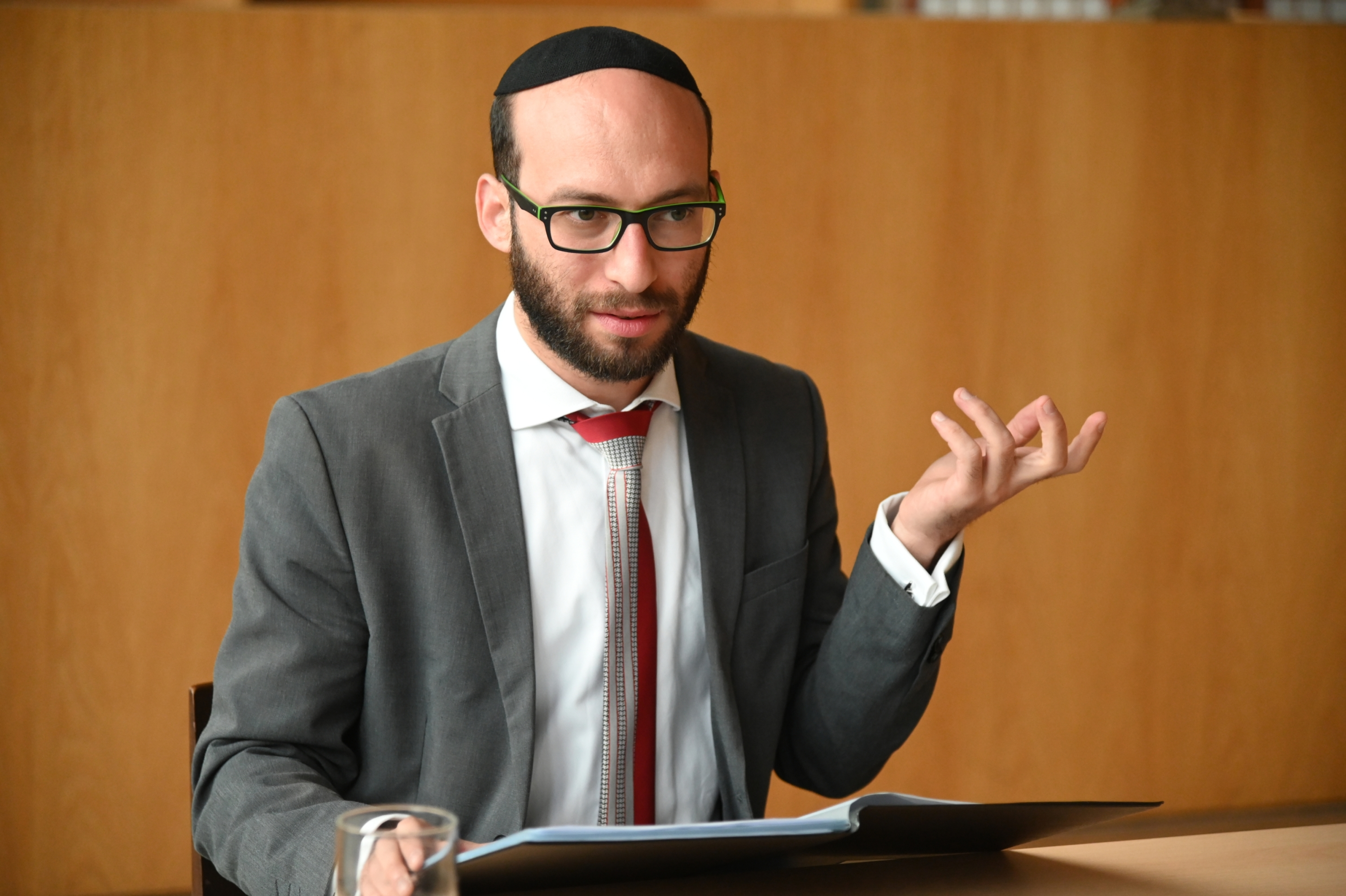
Akiva Weingarten 2019 in der Jüdischen Gemeinde in Dresden

Akiva Weingarten (* 23. Dezember 1984 in Monsey, New York) ist ein US-amerikanischer Rabbiner, der seine religiöse Ausrichtung als liberal-chassidisch beschreibt. Er ist der Landesrabbiner von Sachsen und leitet jüdische Gemeinden in Dresden und Basel.

## Leben
Akiva Weingarten wuchs in der chassidischen Satmar-Gemeinschaft in New York als ältestes von elf Geschwistern auf.
Seine Muttersprache ist Jiddisch. Seine Vorfahren väterlicherseits stammen aus Ungarn und mütterlicherseits aus Litauen.
Mit 17 Jahren erhielt er seine erste Smicha; ein Jahr später ging er nach Israel und lebte zehn Jahre lang in der überwiegend von Ultra-Orthodoxen bewohnten Stadt Bnei Brak. Im Alter von 19 Jahren wurde er verlobt und mit 20 verheiratet. Zwei Jahre später war er bereits Vater zweier Kinder. In Israel wurde er zweimal zum Rabbiner ordiniert.
Im Jahr 2014 verließ Weingarten Israel und die ultra-orthodoxe Gemeinschaft und ging nach Deutschland. Am Abraham-Geiger-Kolleg und an der Universität Potsdam studierte er Jüdische Studien, bis er im Jahr 2019 als Rabbiner nach Dresden berufen wurde.
Seit August 2019 ist Akiva Weingarten Rabbiner der „Migwan“-Gemeinde in Basel und der jüdischen Gemeinde zu Dresden. Dort übernahm er das Amt seines Vorgängers Alexander Nachama. Weingarten unterstützt heute jüdische Aussteiger aus ultra-orthodoxen Gemeinschaften dabei, sich außerhalb des streng religiösen Umfelds zu integrieren. So gründete er im Jahr 2017 die Liberale chassidische Gemeinde Besht-Berlin, wo regelmäßig Kabalat-Schabat-Gottesdienste, Kiddusch und gemeinsame Studienkreise stattfanden.
Weingarten ist der einzige liberale Rabbiner, der chassidische Kleider – wie Schtreimel und Kaftan – am Schabbat trägt. In seinen Predigten verwendet er häufig chassidische Geschichten und Erklärungen zur Torah, zusammen mit einer liberalen und aktuellen Auslegung. Er beschreibt sich selbst als „liberal-chassidisch“.
Im April 2020 gründete Rabbiner Akiva Weingarten in Dresden eine Thoraschule mit dem Namen Besht Yeshiva Dresden e. V., in der er gemeinsam mit Rabbiner Shmuel Pappenheim und Rabbiner Shlomo Tikochinsky eine Thoraauslegung entwickelt, die sich als chassidisch-liberal beschreibt. Im Oktober 2021 war Rabbiner Weingarten an der Gründung der Jüdischen Kultusgemeinde Dresden beteiligt.
Im Juli 2025 wurde Weingarten als einer von zwei Vertretern der deutschen Delegation in den Zionistischen Weltkongress gewählt.

## Bücher
- Ultraorthodox. Mein Weg – Für alle Leser*innen des Bestsellers von Deborah Feldman „Unorthodox“. Gütersloher Verlagshaus, Gütersloh 2022, ISBN 978-3-579-06218-1.